# Harris Corporation
Harris Corporation — американська компанія, виробник телекомунікаційного обладнання, оборонний підрядник та постачальник інформаційно-технічних послуг. Компанія виробляє обладнання бездротового зв'язку, тактичні радіостанції, електронні системи, прилади нічного бачення, що використовуються в оборонному і комерційному секторах. Станом на 2014 рік Harris Corporation була одним із 100 найбільших федеральних підрядників за версією тижневика Defense News.

## Галерея

Обладнання Harris на виставці «Зброя та безпека 2018»
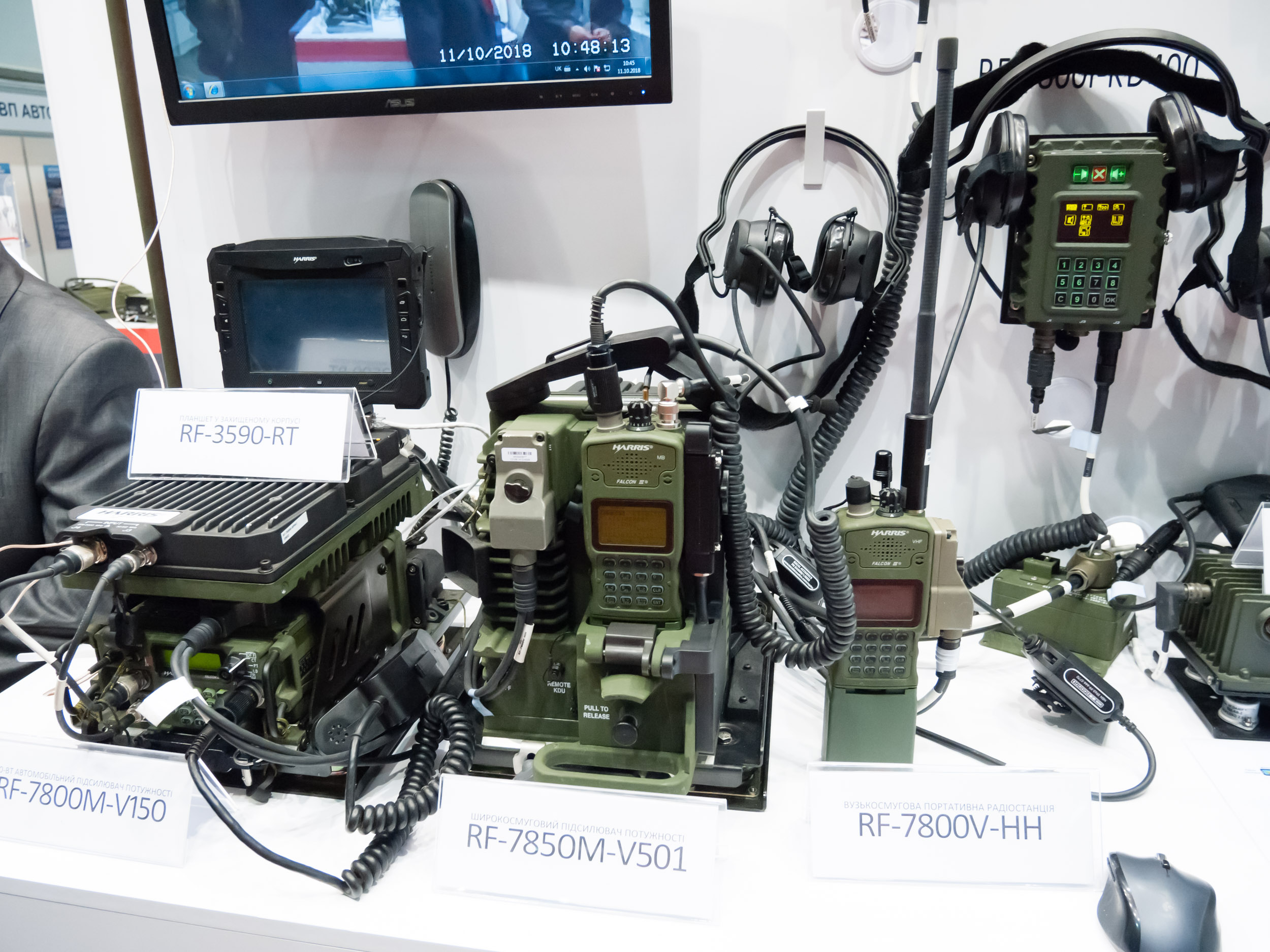
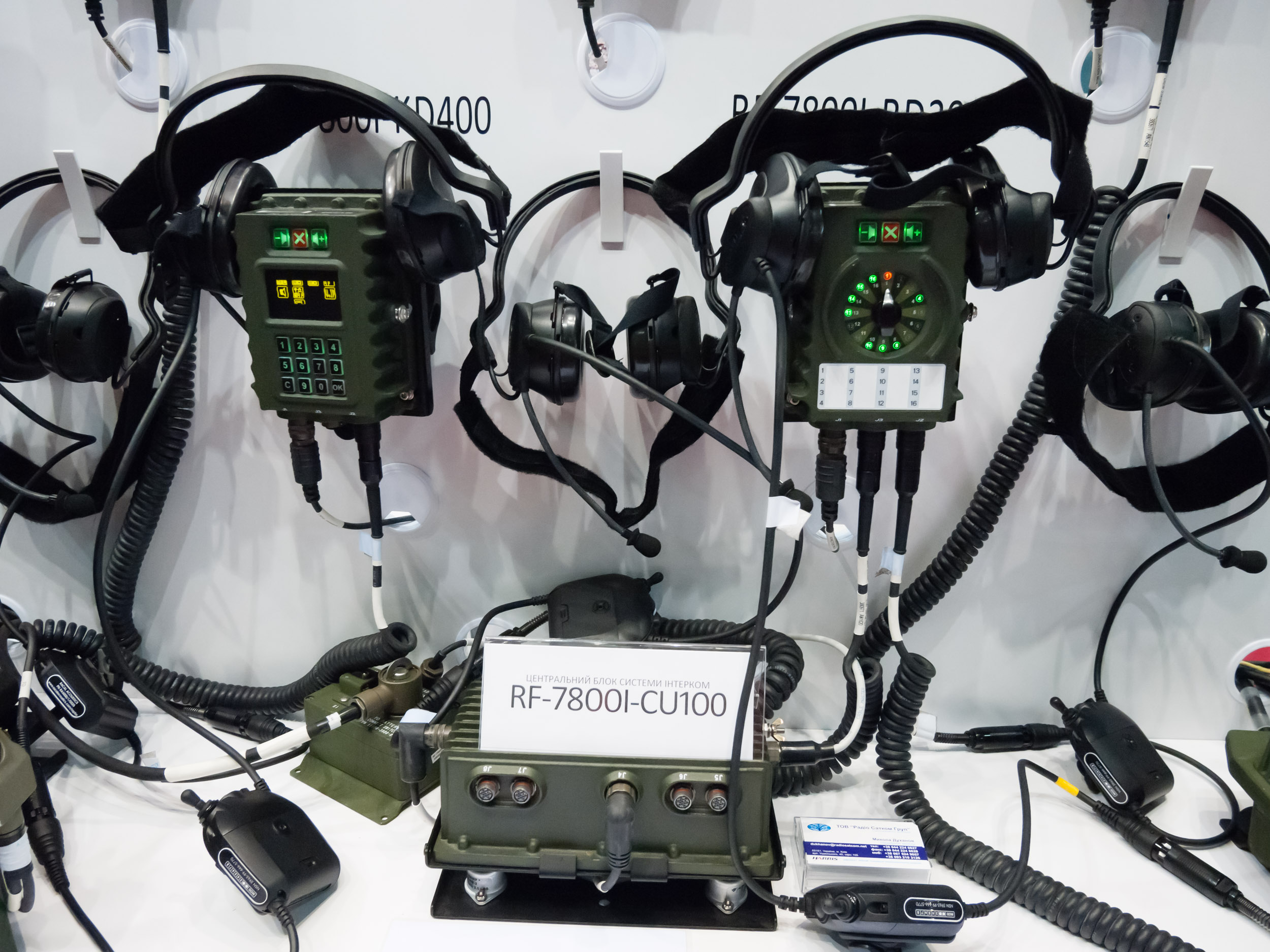
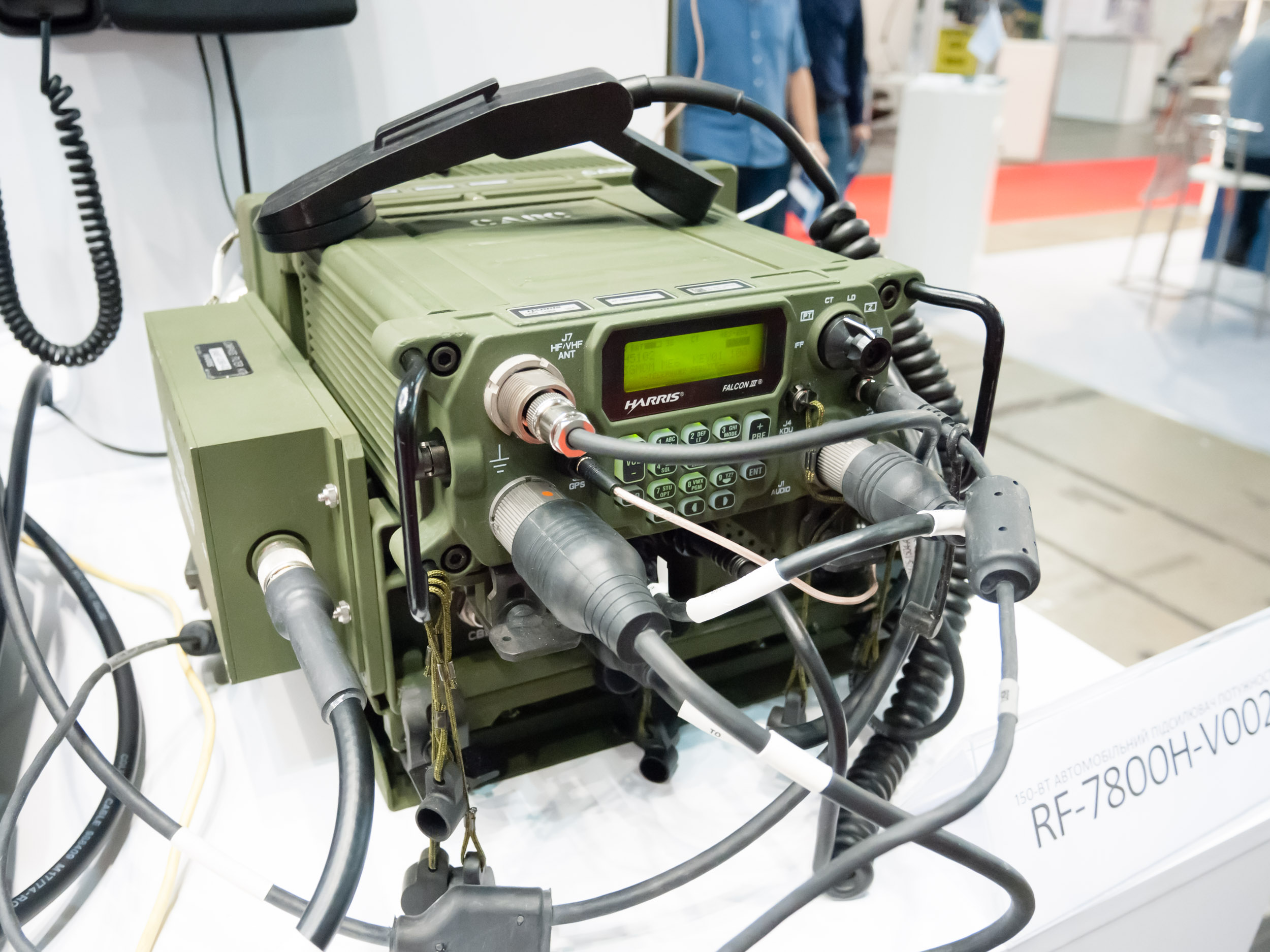